# Pentalobe-schroef

Kop van een pentalobe-schroef

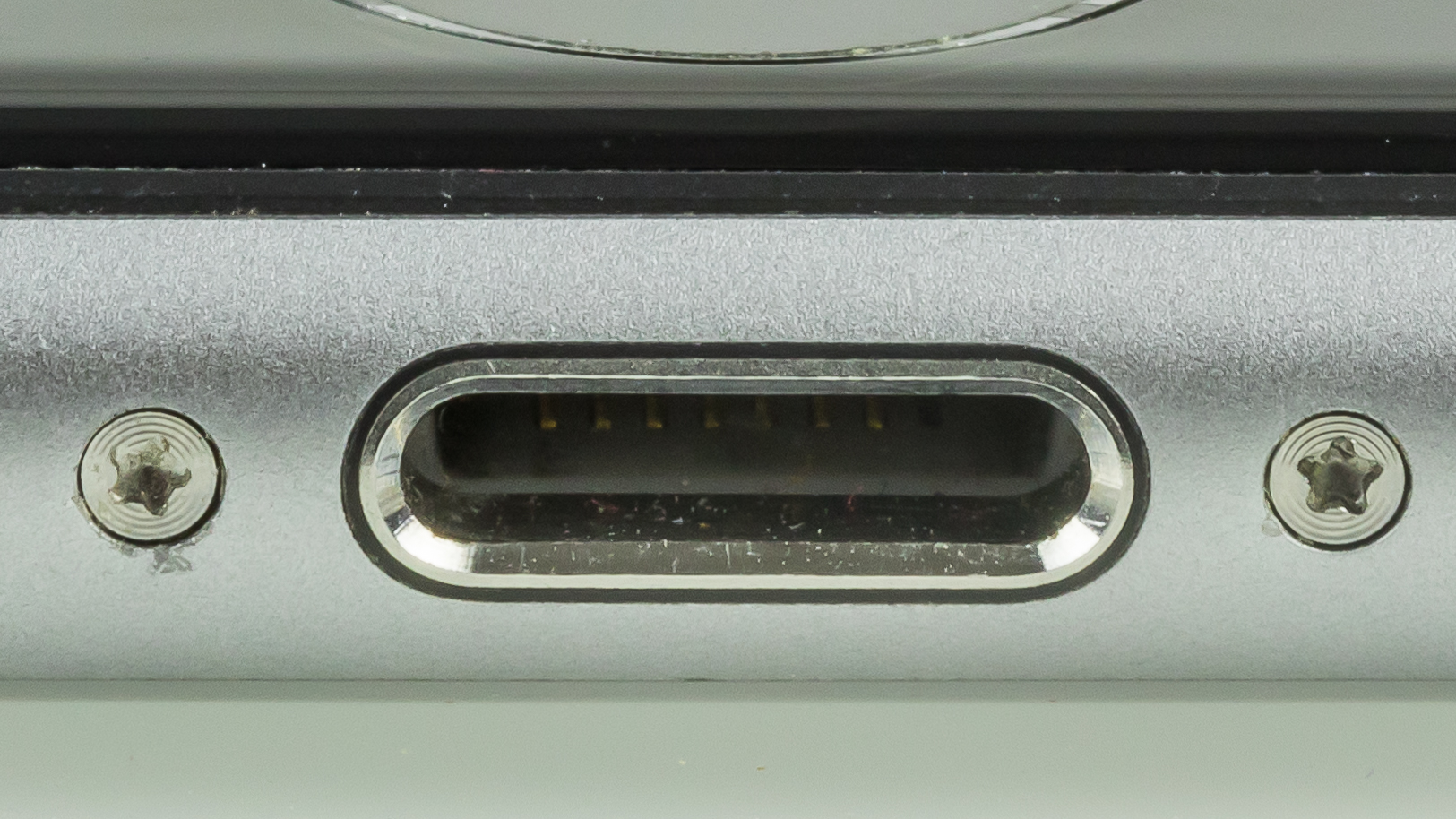
Pentalobe-schroeven, iPhone 6s

Een pentalobe-schroef (van het Griekse pénte (vijf) en lobós (lob)) is een schroef met bloemvormig schroefkopprofiel waarvan voornamelijk gebruik wordt gemaakt door Apple in de fabricage van hun producten. De schroef wordt door Apple een "veiligheidsschroef" genoemd, omdat hij door het bijzondere schroefkopprofiel (dat sterk afwijkt van bijvoorbeeld de rechte of kruisvormige gleuf bij gangbare schroeven) moeilijk valt te verwijderen. Sinds de pentalobe-schroeven in 2009 voor het eerst werden verwerkt in de 15-inch MacBook Pro, gebruikt Apple ze ook in hun andere producten. Intussen zitten de schroeven in de MacBook Air, de iPhone en opvolgende MacBook Pro-modellen. Apple werd bij de introductie van de pentalobe-schroef bekritiseerd, omdat gebruikers het zagen als een poging van Apple om gebruikers te verhinderen hun Apple producten zelf te repareren.
Maten van de pentalobe-schroef zijn onder andere: de TS1 (0,8 mm; gebruikt voor de iPhone 4, iPhone 4S, iPhone 5, iPhone 5c, iPhone 5s, iPhone 6 en iPhone 6 Plus), de TS4 (1,2 mm, gebruikt voor de MacBook Air en MacBook Pro met Retina-display), en de TS5 (1,5 mm, gebruikt voor de batterij van de 2009 MacBook Pro).

## Gebruik

### MacBook Pro
Het eerste Apple-product waarin de pentalobe-schroeven inwendig werden verwerkt, was het MacBook Pro 15-inch-model medio 2009. Drie pentalobe-schroeven werden gebruikt om de batterij aan het interne skelet te bevestigen. Met een platte (gleuf)schroevendraaier van 1,5 mm konden deze schroeven met gemak verwijderd worden (het leken 5-punts-Torx-schroeven te zijn). Deze interne toepassing van de pentalobe-schroeven was slechts eenmalig: alle opvolgende MacBook Pro-modellen hebben een "Tri-wing"-beveiligingsschroef om de batterij aan het interne skelet vast te zetten.
De pentalobe-schroef keerde terug in de MacBook Pro medio 2012. Acht 3,0mm- en twee 2,3mm-pentalobe-schroeven werden aan de buitenkant gebruikt om de onderkant van de behuizing aan het interne skelet te bevestigen. De 13-inch MacBook Pro eind 2012 was het eerste 13-inchmodel dat pentalobe-schroeven bevatte; verscheidene werden gebruikt aan de buitenkant, op vergelijkbare wijze als die van de 15-inch MacBook Pro medio 2012. Voor de drie bestaande 17-inch MacBook Pro-modellen zijn nooit pentalobe-schroeven gebruikt.

### MacBook Air
In de MacBook Air-modellen wordt veel meer gebruikgemaakt van de pentalobe-schroef dan in de MacBook Pro. De vijf verschenen 11-inch MacBook Air-modellen (eind 2010, medio 2011, medio 2012, medio 2013 en begin 2014) bevatten elk acht 2,5 mm lange en twee 8,0 mm lange pentalobe-schroeven aan de buitenkant. De laatste vijf versies van het 13-inch MacBook Air-model (eind 2010, medio 2011, medio 2012, medio 2013 en begin 2014) maken ieder gebruik van acht 2,6 mm lange en twee 9,0 mm lange pentalobe-schroeven. Pentalobe-schroeven worden alleen aan de buitenkant van MacBook Air-modellen gebruikt.
Fabrikanten over de wereld hebben een verscheidenheid aan 5-puntsschroevendraaiers op de markt gebracht die op de pentalobe-schroeven van MacBook-modellen passen, toen die eind 2010 voor het eerst bij de MacBook Air verschenen.

### iPhones
De allereerste iPhone had geen schroeven om het apparaat bij elkaar te houden. De iPhone 3G en iPhone 3GS hadden twee PH00 Philips-schroeven naast de 30-pens-dockconnector.
De pentalobe-schroeven werden voor het eerst gebruikt in de iPhone 4. Aan het begin van de productie werden er nog PH00 Philips-schroeven gebruikt, maar inmiddels hebben de meeste iPhone 4-modellen pentalobe-schroeven. Deze pentalobe-schroeven zijn iets kleiner dan een Torx T1, ongeveer 0,8 mm. Wanneer een iPhone 4 met PH00 Philips-schroeven ter reparatie naar een Apple Store werd gebracht, werden deze schroeven vervangen door 0,8mm-pentalobes. Sinds de introductie van de iPhone 4 in juni 2010 hebben fabrikanten over de hele wereld schroevendraaiers geproduceerd die 0,8mm-pentalobe-schroeven kunnen verwijderen. Deze goedkope, eenvoudig aan te schaffen schroevendraaiers kunnen pentalobes met gemak verwijderen. Vele worden verkocht in setjes die verschillende maten van de 5-puntsschroevendraaier en PH00 Philips-schroeven bevatten, zodat de pentalobes vervangen kunnen worden door gemakkelijk te verwijderen Philips-schroefjes. Vele andere (inferieure) schroevendraaiers resulteren in een kapotgedraaide schroefkop, waarna de gebruiker met geen mogelijkheid het apparaat open kan krijgen.
Alle iPhone 4S-modellen hebben exact dezelfde pentalobes als de iPhone 4. De iPhone 5 heeft ook 0,8mm-pentalobe-schroeven, echter hebben deze schroeven een langere schacht van 3,6 mm.

### Maten en afmetingen
Hoewel er (zover bekend) geen officiële standaardterminologie is voor de pentalobe-maten, worden deze gewoonlijk "P-maten" genoemd. Soms worden ook de TS-maten gebruikt, maar deze kunnen verward worden met de standaard-Torx T-maten. Veel bronnen maken gebruik van een verkeerde maattabel, waarin de P- en TS-termen zijn verward). De volgende namen worden gebruikt op iFixit.com:
| P-maten | TS-maten | Afmeting | Gebruik                                                                                          |
| ------- | -------- | -------- | ------------------------------------------------------------------------------------------------ |
| P1      | TS0      | Onbekend | Onbekend                                                                                         |
| P2      | TS1      | 0,8 mm   | iPhone 4, 4S, 5, 5C, 5S, 6, 6 Plus                                                               |
| P3      | TS2      | Onbekend | Onbekend                                                                                         |
| P4      | TS3      | Onbekend | Onbekend                                                                                         |
| P5      | TS4      | 1,2 mm   | MacBook Air en MacBook Pro met Retina-display                                                    |
| P6      | TS5      | 1,5 mm   | MacBook Pro (2009) batterij - alleen de 15 inch. Ook bekend als de Apple specialty tool 922-9101 |

Een alternatieve terminologie wordt gebruikt door Wiha, een Duits gereedschapsbedrijf. Deze maten staan hieronder weergegeven.
| P-maten | Afmeting | Gebruik                                                                                          |
| ------- | -------- | ------------------------------------------------------------------------------------------------ |
| PL1     | 0,8 mm   | iPhone 4, 4S, 5, 5C, 5S, 6, 6 Plus                                                               |
| PL2     | 0,9 mm   | Apple Watch bandje                                                                               |
| PL3     | 1,1 mm   | Onbekend                                                                                         |
| PL4     | 1,2 mm   | MacBook Air en MacBook Pro met Retina-display                                                    |
| PL5     | 1,5 mm   | MacBook Pro (2009) batterij - alleen de 15 inch. Ook bekend als de Apple specialty tool 922-9101 |
| PL6     | 1,6 mm   | Onbekend                                                                                         |